# Pacto comisorio
El pacto comisorio es aquel que permite al acreedor, ante el incumplimiento del deudor,  practicar el comiso o apropiación directa e inmediata de la cosa que se halla especialmente vinculada en garantía del cumplimiento de la obligación. 
De ese modo expeditivo, el acreedor escapa a la solución normal que, en general, consiste en someterse a un proceso de realización del bien, justo, público, formal, abierto a la libre concurrencia y con publicidad.
Por su proclividad al abuso del derecho, la prohibición legal de los pactos comisorios, o pactos de lex comisoria, es la regulación habitual en los sistemas legislativos nacionales, en especial, los de procedencia o influencia romano-germánica.
En España, los negocios fiduciarios en clave de garantía, que no conlleven simulación contractual, tienen que admitirse en derecho, pero solo en tanto no habiliten al acreedor para adoptar posturas comisorias injustificadas, que obstaculizarían su admisión, por influencia del art. 1255 del Código Civil, dado que incurren en infracción legal al estar expresamente prohibidos los pactos comisorios en el propio Código Civil (cfr. art. 1859 / Resolución de 26 de noviembre de 2008)
Por otra parte, es importante no confundir el pacto comisorio con el derecho de retención del acreedor pignoraticio, que le faculta a continuar la posesión de la cosa empeñada hasta que el deudor haya saldado todas las deudas (cfr. el art. 1866 del Cód. Civil español).
Tampoco debemos confundir el pacto comisorio con la facultad legal de resolver unilateralmente las obligaciones recíprocas, en favor de uno de los contratantes, cuando el otro no ha cumplido la parte que le toca.

## El pacto comisorio en la hipoteca
Tratándose de la hipoteca el pacto comisorio supone la posibilidad de que el acreedor hipotecario haga suyo el bien sobre el que recae el derecho real de garantía en caso de incumplimiento de la obligación que se garantiza.
En los países de influencia anglosajona la hipoteca se confunde con la prenda y el acreedor hipotecario primero, tiene la posesión del título de propiedad del inmueble hipotecado que hace suyo en caso de ejecución por falta de pago, a modo de comiso.
Está prohibida de modo expreso en derecho español, estableciéndose un procedimiento de ejecución hipotecaria basado en subasta pública con libre concurrencia de compradores (artículos 1859 y 1884 del Código Civil).

## Origen histórico
En Derecho romano, en la etapa más antigua, tras experimentarse la insuficiencia y crueldad de las garantías personales de entonces, cuyo principal exponente, el apremio individual, podía conducir a la esclavitud al deudor que no pagaba (que tenía que ponerse al servicio del acreedor), se produce luego la dulcificación racional de estas garantías personales atroces y, para remediarlo, aparecen las garantías reales, siendo su primera manifestación una especie de venta, con pacto de retro, a lo que se llamaba fiducia (fiducia cum creditore), por la cual el dominio transferido se rescindía, volviendo al deudor los bienes cuando pagase la deuda. Al lado de la fiducia o mancipatio fiduciaria nacida del Derecho civil (que ofrecía el peligro de las enajenaciones que pudiera hacer el acreedor, puesto que ganaba el dominio de la cosa), surgió la prenda.
Por tanto, el comiso de un bien, al que podía dar lugar la fiducia, venía a ser más eficaz y adecuado a la deuda, y más racional y justo respecto al deudor, que el apremio individual el cual, además de infame era desproporcionado, pues podía acabar destruyendo por completo el patrimonio del moroso esclavizado.
El tiempo ha pasado desde entonces, y el sistema de garantías reales se ha perfeccionado, de modo que actualmente, razones de proporción y justicia distributiva han llevado la situación a un paulatino buen nivel de precisión de las garantías reales, que deben ser proporcionales, en su valor de realización, a las deudas que aseguran (véase, por ejemplo, el art. 584 de la Ley de Enjuiciamiento Civil española). 
Ello justifica la prohibición del comiso a que dan lugar los negocios fiduciarios; de ahí que se entienda la justificación de la prohibición de los pactos de lex comisoria a fin de que se halle la máxima exactitud entre el pago y la entrega resultante de la realización de la garantía, dando lugar a toda una doctrina de la aplicación de sobrantes que, después de la realización y pago, hay que distribuir entregando el exceso realizado, por su orden, al deudor y a otros acreedores de éste que, de otro modo, quedarían desprotegidos, sin posibilidad alguna de cobro, dejando al deudor privado también de quedar liberado de otras deudas.

## Regulación por países

### Argentina
En Argentina los artículos 1083 al 1087 del Código Civil establecen el pacto comisorio en los contratos bilaterales de prestaciones recíprocas (aquellos en los cuales nacen obligaciones para ambas partes contratantes).
El Código Civil y otras leyes vigentes prohíben bajo pena de nulidad parcial o total -según el caso- la aplicación del pacto comisorio. Algunos casos son:
- contrato constitutivo de la prenda (art. 1203 del Código Civil argentino);
- contrato constitutivo de la anticresis (art. 3252 íd.);
- venta de lotes de terreno en cuotas periódicas cuando se pagó el 25% del precio o se introdujeron mejoras por el 50% del precio (ley 14.005).

### Uruguay
En Uruguay el pacto comisorio está regulado en el Código Civil (Artículos 1737 a 1741) y en la Ley N° 8.733 de 17-VI-1931 sobre promesas de enajenación de inmuebles a plazo (No se encuentra en la página del Parlamento Uruguayo por ser anterior al 13/09/1935).